# Lug (mitologia)
Lug − w mitologii celtyckiej bóg słońca i światła oraz patron poetów. Przypisywana była mu moc uzdrawiania. O powszechności jego kultu świadczą nazwy miast które wywodzone są od jego imienia: Laon i Loudon we Francji, Lejda w Holandii czy Legnica w Polsce.
Inne imiona: Lugh